# Cédric Bardon
Cédric Bardon (Lione, 15 ottobre 1976) è un ex calciatore francese, di ruolo centrocampista.

## Carriera
Cresciuto nelle giovanili del Lione, approda in prima squadra nel 1992. Dopo 5 stagioni a Lione milita nel Rennes (1998-2001, Ligue 1), nel Guingamp (2001-2005, Ligue 1) retrocedendo in Ligue 2 nel 2004 e nel Le Havre (2005, Ligue 2).
Nel'estate del 2005 si trasferisce in Bulgaria, al Levski Sofia, con cui nel 2007 si aggiudica campionato e Coppa di Bulgaria.
Nel 2007 è ingaggiato dal club israeliano del Bnei Yehuda di Tel Aviv e nel giugno 2008 dall'Anorthōsis, fresco Campione di Cipro, con cui esordisce in Champions League il 15 luglio 2008 nel primo turno di qualificazione contro il club armeno del Pyunik (1-0 per i ciprioti).
Il 14 luglio 2009 fa ritorno al Levski Sofia.

## Palmarès

### Club

#### Competizioni nazionali
- Campionato bulgaro: 1

Levski Sofia: 2006-2007
- Coppa di Bulgaria: 1

Levski Sofia: 2006-2007
- Supercoppa di Bulgaria: 1

Levski Sofia: 2007